# 第84屆奧斯卡金像獎
第84届奥斯卡颁奖典礼（英語：84th Academy Awards）于太平洋时区2012年2月26日下午17点30分在美国加利福尼亚州洛杉矶好莱坞的好莱坞高地中心举行，是美国电影艺术与科学学会旨在表彰2011年最优秀电影作品的颁奖晚会。本届颁奖典礼通过美国广播公司在美国直播，一共颁奖了24座奥斯卡金像奖（也称学院奖），男演员比利·克里斯托担任主持人，这也是他第9次担任主持人。克利斯托曾于1990年首度主持奥斯卡颁奖典礼，他上一次主持是2004年的第76届奥斯卡金像奖颁奖典礼。
2011年6月14日，美国电影艺术与科学学会主席汤姆·谢拉克在新闻发布会上宣布，为了进一步增强奖项的吸引力，2012年的奥斯卡奖将根据投票结果选择5到10部角逐最佳影片的提名作品，而不再沿用以往的固定5部提名作品方式。2011年11月12日，艺术与科学学会在好莱坞和高地中心的宴会大礼堂举行了第3届学院主席奖颁奖典礼。2012年2月11日，米拉·乔沃维奇在比佛利山的比佛利山威尔希尔酒店主持颁发奥斯卡科技成果奖。
《艺术家》赢得了包括最佳影片、导演、男主角奖在内的共计5项大奖，是继1927年的《铁翼雄风》于1929年拿下首座最佳影片奖以后的第一部获得该奖项的无声片。其它获奖电影包括同样赢得5项大奖的，获奖两项的《鐵娘子》，另外《初學者》、《繼承大丈夫》、《神奇飞书》、《龍紋身的女孩》、《相助》、《午夜巴黎》、《慈善星輝布公仔》、《飆風雷哥》、《伊朗式分居》、《拯救容颜》、《岸边》和《不可击败》各获得了一座小金人。颁奖典礼的电视直播在北美一共吸引了超过3900万观众观看。

## 获奖与提名
第84届奥斯卡金像奖提名名单於太平洋时区2012年1月24日早上5点38分（协调世界时下午13点38分）在比佛利山的塞缪尔·戈尔德温剧院由学会主席汤姆·谢拉克（Tom Sherak）和女演员珍妮佛·勞倫斯公布。获得提名最多的是《雨果》，有11项，其次是提名10项的《艺术家》。
获奖名单在2012年2月26日举行的颁奖典礼上公布。《艺术家》成为历史上第二部获最佳影片奖的无声片。1927年的《铁翼雄风》则是第一部做到这一点的电影，于1929年获第1届奥斯卡最佳影片奖。同时，《艺术家》也是继1993年的《辛德勒的名单》后首部获最佳影片奖的黑白片，而获最佳男主角奖的让·杜雅尔丹也成为历史上首位获奥斯卡奖的法国男演员。拿下最佳女主角奖的梅麗·史翠普也成为第5位获得3项表演类奖项的演员。获得最佳男配角奖的克里斯托弗·普卢默已是82岁高龄，成为奥斯卡奖历史上表演类奖项最年长的入圍者。

### 奖项

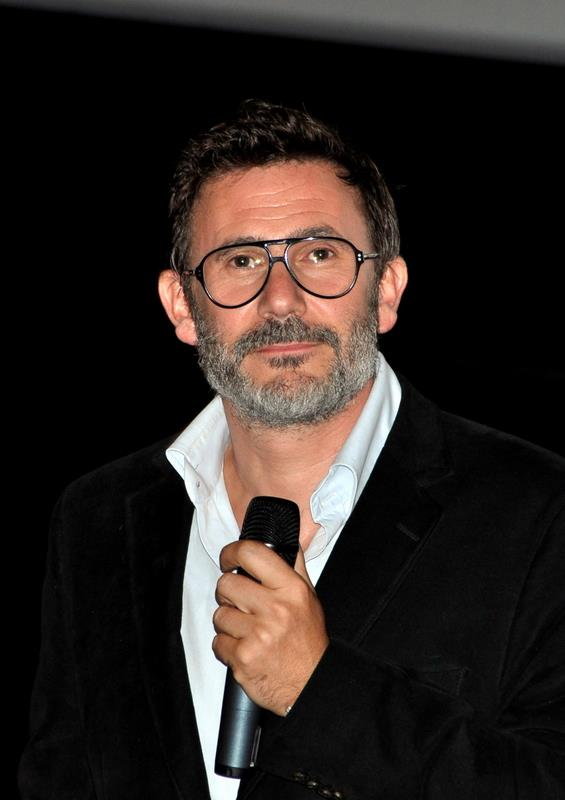
迈克尔·哈扎纳维希乌斯获最佳导演

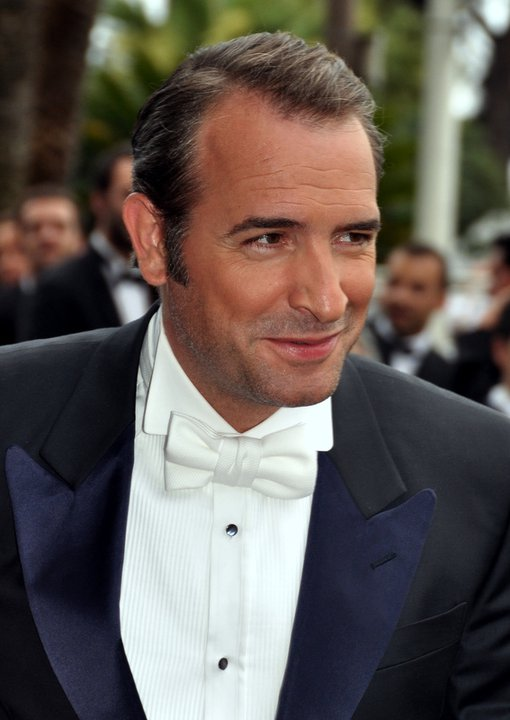
让·杜雅尔丹获最佳男主角

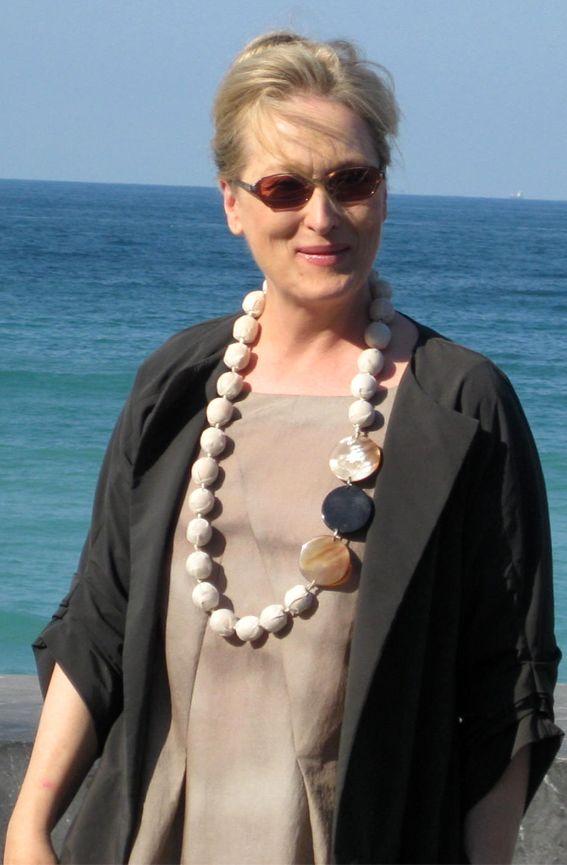
梅麗·史翠普获最佳女主角

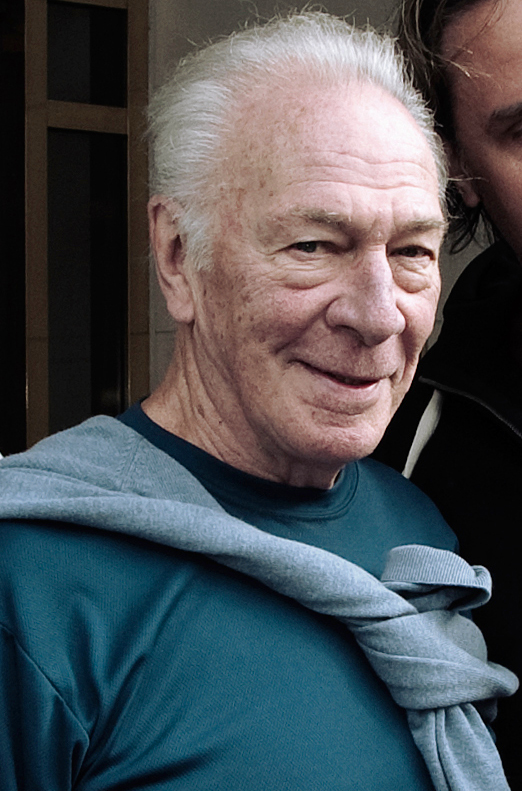
克里斯托弗·普卢默获最佳男配角

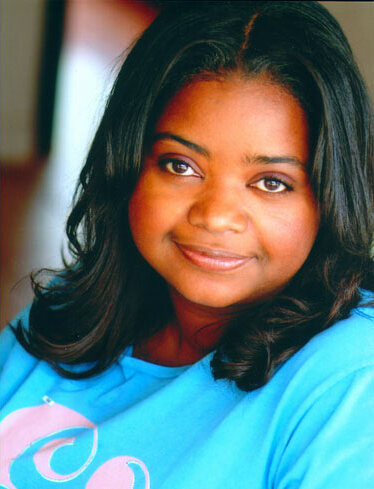
奥克塔维亚·斯宾塞获最佳女配角

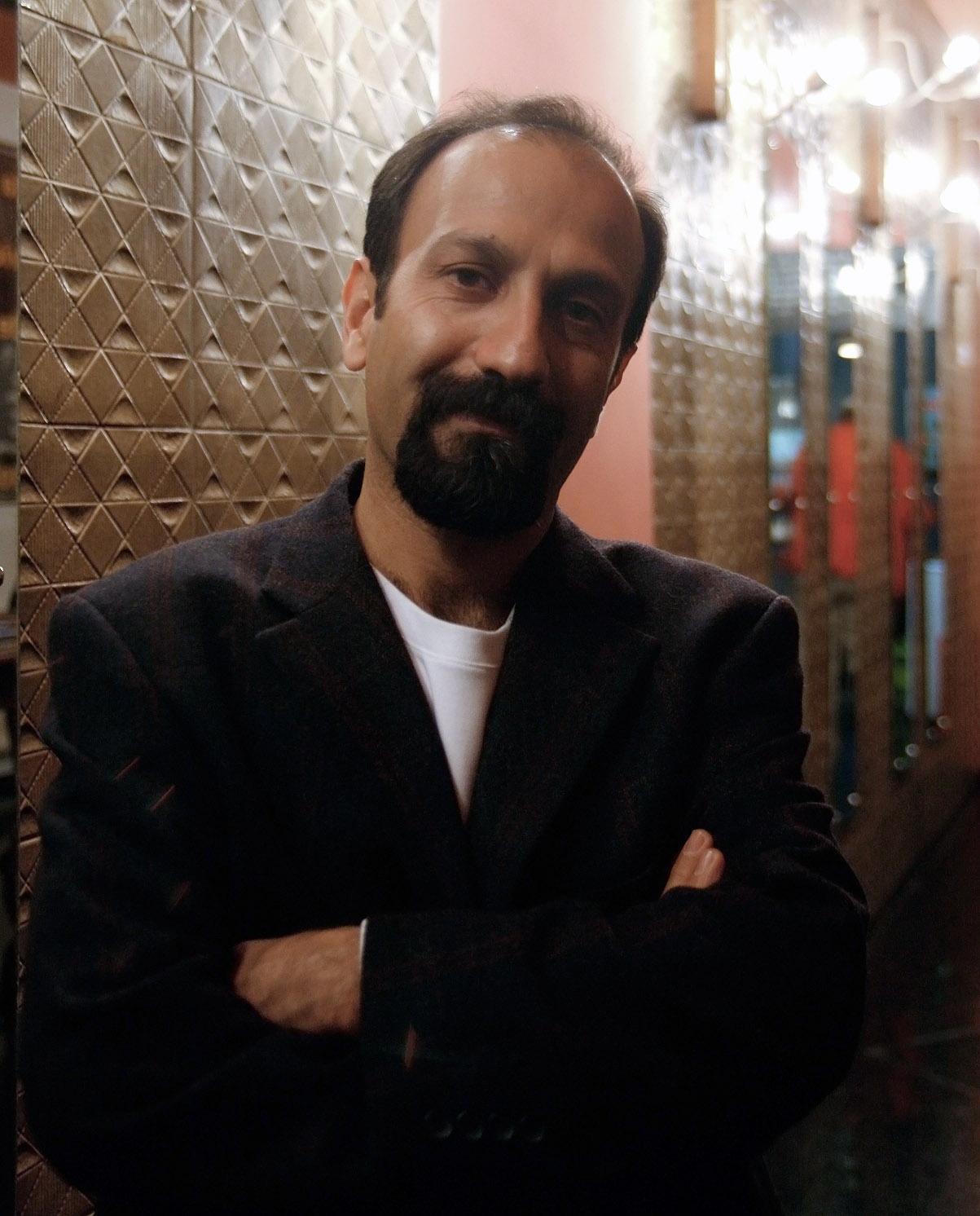
阿斯哈·法哈蒂获最佳外语片

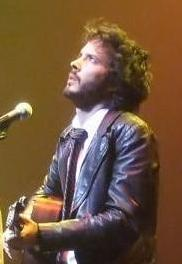
布雷特·麦肯齐获原创歌曲奖

获奖者列在最上面一行，并且右边会附上‡符号：
| 最佳電影 | 最佳导演 |
| --- | --- |
| - 《艺术家》——湯馬士·朗曼‡ - 《繼承大丈夫》——占·伯特、占·泰拿與阿历山大·佩恩 - 《心靈鑰匙》——史考特·魯丁 - 《相助》——布朗森·格連、克里斯·哥伦布與麥可·巴納森 - 《》——葛拉漢·金、马丁·斯科塞斯與強尼·戴普 - 《午夜巴黎》——雷提·阿朗森與史提芬·達尼巴文 - 《点球成金》——麥可·狄路卡、麗素·荷路域茲與畢·彼特 - 《生命之树》——泰倫斯·馬力克 - 《战马》——斯蒂芬·斯皮尔伯格與凱斯琳·甘迺迪 | - 迈克尔·哈扎纳维希乌斯——《艺术家》‡ - 伍迪·艾伦——《午夜巴黎》 - 泰倫斯·馬利克——《生命之树》 - 阿历山大·佩恩——《繼承大丈夫》 - 马丁·斯科塞斯——《》 |
| 最佳男主角 | 最佳女主角 |
| - 让·杜雅尔丹——《艺术家》‡ - 德米安·畢齊——《更好的人生》 - 佐治·古尼——《繼承大丈夫》 - 加里·奧德曼——《锅匠，裁缝，士兵，间谍》 - 畢·彼特——《点球成金》 | - 梅麗·史翠普——《铁娘子》‡ - 格伦·克洛斯——《變裝男侍》 - 维奥拉·戴维斯——《相助》 - 鲁妮·玛拉——《龙纹身的女孩》 - 蜜雪兒·威廉絲——《与梦露的一周》 |
| 最佳男配角 | 最佳女配角 |
| - 克里斯托弗·普卢默——《初學者》‡ - 簡尼夫·班納——《与梦露的一周》 - 喬納·希爾——《点球成金》 - 尼克·诺尔蒂——《勇士》 - 麥斯·馮·西度——《心靈鑰匙》 | - 奥克塔维亚·斯宾塞——《相助》‡ - 贝热尼丝·贝乔——《艺术家》 - 杰西卡·查斯坦——《相助》 - 梅丽莎·麦卡西——《伴娘我最大》 - 珍妮特·麦克蒂尔——《變裝男侍》 |
| 最佳原创剧本 | 最佳改编剧本 |
| - 《午夜巴黎》——伍迪·艾伦‡ - 《艺术家》——迈克尔·哈扎纳维希乌斯 - 《伴娘我最大》——克莉絲汀·薇格與安妮·瑪莫羅 - 《孖展風雲》——J·C·陈多尔 - 《伊朗式分居》——阿斯哈·法哈蒂 | - 《繼承大丈夫》——阿历山大·佩恩、奈特·法松與吉姆·拉許，改編自卡娃依·哈特·漢明絲的同名小說‡ - 《》——約翰·羅根，改編自布萊恩·賽茲尼克的《雨果的祕密》 - 《選戰風雲》——佐治·古尼、葛蘭·海斯洛夫與博·威廉曼，改編自博·威廉曼的《法拉格北站》 - 《点球成金》——史蒂文·札利安與艾倫·索金編劇、史丹·薛文構成，改編自迈克尔·刘易斯的同名小說 - 《锅匠，裁缝，士兵，间谍》——布莉姬·歐康納與彼得·史卓翰，改編自約翰·勒卡雷的同名小說 |
| 最佳动画长片 | 最佳外语片 |
| - 《飆風雷哥》——高爾·維賓斯基‡ - 《猫在巴黎》——亞倫·甘諾與尚-盧·費利喬利 - 《奇可和丽塔》——佛南多·楚巴與哈維爾·馬里斯卡 - 《功夫熊貓2》——詹妮弗·余·尼尔森 - 《穿靴子的猫》——克里斯·米勒 | - 《伊朗式分居》（伊朗，波斯语）——阿斯哈·法哈蒂‡ - 《顽固份子》（比利时，荷兰语和法语）——米榭·侯斯康 - 《脚注》（以色列，希伯来语）——約瑟夫·席達 - 《黑暗弥漫》（波兰，波兰语）——阿格涅絲卡·霍蘭 - 《插班先生》（加拿大，法语）——菲利普·法拉迪約 |
| 纪录片 | 纪录短片 |
| - 《不可击败》——·馬田、丹·連西與李察·米德爾馬斯‡ - 《重回地狱》——丹楓·德尼斯與米克·萊納 - 《如果树倒下：一个地球解放阵线的故事》——馬素·古里與森·古曼 - 《失乐园3：炼狱》——喬·柏林傑與布斯西·諾夫斯基 - 《皮娜》——溫·韋德斯 | - 《拯救容颜》——丹尼爾·約嘉與舒緬·奧貝德-奇諾‡ - 《伯明翰理发师：民权运动的斗士》——羅賓·芬迪與姬兒·道根 - 《上帝是更大的猫王》——麗碧嘉·甘米莎與茱莉·安德生 - 《新巴格达事件》——占士·斯皮奧 - 《海嘯和櫻花》——露西·沃克與基納·卡斯滕森 |
| 最佳真人短片 | 最佳动画短片 |
| - 《岸边》——泰利·喬治與奧拉·喬治‡ - 《五旬节》——彼得·麥當勞與埃默·奧堅 - 《拉珠》——麥斯·扎赫勒與史提芬·堅仁 - 《时间怪客》——安祖·保勒與芝芝·考西 - 《大西洋号角》——何華·韋素 | - 《神奇飞书》——威廉·哉斯與布頓·奧滕堡‡ - 《礼拜天》——派翠克·杜揚 - 《月光光》——安力高·卡薩洛薩 - 《晨练》——格蘭·奧查德與素·歌夫 - 《狂野生活》——雅曼達·霍比斯與溫蒂·蒂比 |
| 最佳原创配乐 | 最佳原创歌曲 |
| - 《艺术家》——魯杜域·保克斯‡ - 《丁丁历险记》——約翰·威廉斯 - 《》——霍华德·肖 - 《锅匠，裁缝，士兵，间谍》——艾拔圖·拉格思 - 《战马》——約翰·威廉斯 | - “”（《慈善星輝布公仔》插曲）——畢烈·麥根茲‡ - “”（《里約大冒險》插曲）——沙域治奧·敏迪斯、卡連浩斯·伯恩與席依達·蓋瑞特 |
| 最佳音效剪辑 | 最佳音效 |
| - 《》——尤珍·吉爾蒂 和 菲利普·史托頓‡ - 《亡命驾驶》——朗·本德爾 和 韋特·維·安里斯 - 《龙纹身的女孩》——任·克萊斯 - 《變形金剛3》——艾瑞克·奧達爾 和 伊桑·范德萊恩 - 《战马》——理查德·海姆斯 和 加里·里德斯特羅姆 | - 《雨果》——汤姆·弗莱希曼、约翰·米德格雷‡ - 《龙纹身的女孩》——大卫·帕克、迈克尔·斯曼内科、倫·克斯、保·皮爾森 - 《点球成金》——黛布·阿戴尔、罗恩·波查尔、大卫·贾马尔科、埃德·诺维克 - 《變形金剛3》——格雷格·拉塞尔、加里·萨默斯、杰弗里·哈布什、彼得·戴夫林 - 《战马》——加里·里德斯特罗姆、安迪·尼尔森、汤姆·约翰逊、斯图尔特·威尔逊                                                                                        |
| 最佳艺术指导 | 最佳摄影 |
| - 《》——丹堤·費里迪與法蘭斯卡·盧·舒艾禾‡ - 《艺术家》——羅倫斯·賓尼特與羅拔·高特 - 《哈利·波特与死亡圣器（下）》——史釗域·格與史提芬妮·麥美倫 - 《午夜巴黎》——安妮·西寶與海倫妮·杜貝尼 - 《战马》——力克·卡特與李·桑達拉斯 | - 《》——羅拔·李察遜‡ - 《艺术家》——基羅姆·舒夫曼 - 《龙纹身的女孩》——謝夫·高林威 - 《生命之树》——艾曼紐爾·盧貝茲基 - 《战马》——亞努斯·卡明斯基 |
| 最佳化妆 | 最佳服装设计 |
| - 《鐵娘子》——馬克·高利亞與J·萊·希蘭特‡ - 《變裝男侍》——馬素·康維爾、林恩·約翰遜與馬修·蒙高 - 《哈利·波特与死亡圣器（下）》——力克·杜文、雅曼達·麗茲與麗莎·唐柏寧 | - 《艺术家》——馬克·伯利祖斯‡ - 《匿名者》——莉西·克利斯托 - 《》——珊迪·鮑華 - 《简·爱》——米高·奧康納 - 《溫莎公爵的情人》——亞蓮安·菲利蒲斯 |
| 剪辑 | 视觉效果 |
| - 《龙纹身的女孩》——安格斯·禾路與卻克·巴斯德‡ - 《艺术家》——安蘇菲·比安與迈克尔·哈扎纳维希乌斯 - 《繼承大丈夫》——基雲·特肯 - 《》——泰瑪·史浩麥嘉 - 《点球成金》——基斯杜化·泰芬斯 | - 《》——洛·拿格度、祖斯·威廉斯、賓·哥士文與阿歷士·肯寧‡ - 《哈利·波特与死亡圣器（下）》——添·布傑、大衛·域奇連、格·畢拿與約翰·李察遜 - 《铁甲钢拳》——艾力·納殊、約翰·羅森格蘭、丹尼·泰勒與史雲·喬堡 - 《猿人爭霸戰：猩凶革命》——祖·萊泰利、丹·立蒙、基斯杜化·韋特與丹尼爾·巴域 - 《變形金剛3》——史葛·法拿、史葛·賓沙、麥菲·畢拿與約翰·費沙                                                                                 |

### 荣誉奖
美国电影艺术与科学学会于2011年11月12日举办了第3届学院主席奖颁奖典礼，典礼上颁发了以下奖项。

#### 奥斯卡荣誉奖
- 詹姆斯·厄爾·瓊斯
- 迪克·史密斯（英语：Dick Smith (make-up artist)）

#### 简·赫尔索特人道精神奖
- 奧花·雲費

### 提名和获奖大户
| 提名数量 | 片名                          |
| -------- | ----------------------------- |
| 11       | 《》                          |
| 10       | 《艺术家》                    |
| 6        | 《点球成金》                  |
| 6        | 《战马》                      |
| 5        | 《繼承大丈夫》                |
| 5        | 《龙纹身的女孩》              |
| 4        | 《相助》                      |
| 4        | 《午夜巴黎》                  |
| 3        | 《變裝男侍》                  |
| 3        | 《哈利·波特与死亡圣器（下）》 |
| 3        | 《锅匠，裁缝，士兵，间谍》    |
| 3        | 《變形金剛3》                 |
| 3        | 《生命之树》                  |
| 2        | 《伴娘我最大》                |
| 2        | 《心靈鑰匙》                  |
| 2        | 《鐵娘子》                    |
| 2        | 《伊朗式分居》                |

| 获奖数 | 片名       |
| ------ | ---------- |
| 5      | 《艺术家》 |
| 5      | 《》       |
| 2      | 《鐵娘子》 |

## 颁奖和表演嘉宾
下列人士出场颁发了奖项或表演节目。

### 颁奖嘉宾（按出场顺序排列）
| 姓名                                                                         | 颁奖                                                            |
| ---------------------------------------------------------------------------- | --------------------------------------------------------------- |
| 汤姆·凯恩 梅利莎·迪斯尼（Melissa Disney）                                                  | 第84届奥斯卡颁奖典礼广播员                                      |
| 摩根·弗里曼                                                                  | 引出开场蒙太奇                                                  |
| 汤姆·汉克斯                                                                  | 颁发摄影和艺术指导奖                                            |
| 卡麥蓉·狄亞 珍妮弗·洛佩兹                                                    | 颁发服装设计奖和化妆奖                                          |
| 珊卓·布拉克                                                                  | 颁发外语片奖                                                    |
| 克里斯汀·貝爾                                                                | 颁发女配角奖                                                    |
| 布萊德利·古柏 蒂娜·菲                                                        | 颁发剪辑、音效剪辑和音效奖                                      |
| 青蛙柯密特 猪小姐                                                            | 引荐太陽劇團出场表演                                            |
| 格温妮丝·帕特罗 小勞勃·道尼                                                  | 颁发纪录片奖                                                    |
| 基斯·洛克                                                                    | 颁发动画长片奖                                                  |
| 班·史提勒 艾瑪·史東                                                          | 颁发视觉效果奖                                                  |
| 梅莉莎·李歐                                                                  | 颁发男配角奖                                                    |
| 汤姆·谢拉克                                                                  | 特别对主持人比利·克里斯托、制片人白賴仁·基沙和唐·米切尔表示祝贺 |
| 佩内洛普·克鲁兹 歐文·威爾森                                                  | 颁发原创配乐奖                                                  |
| 威爾·法洛 扎克·加利凡纳基斯                                                  | 颁发原创歌曲奖                                                  |
| 安吉丽娜·朱莉                                                                | 颁发原著改编和原著剧本奖                                        |
| 米拉·乔沃维奇                                                                | 颁发科技成果奖和戈登·E·索耶奖                                   |
| 蘿絲·拜恩 埃莉·肯珀 梅丽莎·麦卡西 温迪·麦丽登·康薇 玛雅·鲁道夫 克莉絲汀·薇格 | 颁发真人短片、纪录短片和动画短片奖                              |
| 邁克爾·道格拉斯                                                              | 颁发导演奖                                                      |
| 梅麗·史翠普                                                                  | 颁发奥斯卡荣誉奖和简·赫尔索特人道精神奖                         |
| 比利·克里斯托                                                                | 引出纪念去世影人片断                                            |
| 娜塔莉·波特曼                                                                | 颁发男主角奖                                                    |
| 哥連·費夫                                                                    | 颁发女主角奖                                                    |
| 湯姆·克魯斯                                                                  | 颁发最佳影片奖                                                  |

### 现场表演（按出场顺序排列）
| 姓名 | 角色     | 表演内容                     |
| --- | -------- | ---------------------------- |
| 皮特·阿瑟 安·玛丽·卡尔霍恩 希拉·E 乔吉奥·莫罗德尔 A·R·拉曼 埃斯佩兰萨·斯伯丁 马丁·蒂尔曼 法瑞尔·威廉姆斯 斯特凡·伍伦贝尔 漢斯·季默 | 音乐编排 | 管弦乐                       |
| 比利·克里斯托 | 主持人   | 开场歌舞                     |
| 太陽劇團 | 表演者   | 向经典电影致敬的特别演出     |
| 埃斯佩兰萨·斯伯丁 南加利福尼亚州儿童合唱团                                                                                         | 表演者   | 在纪念去世影人环节演唱歌曲“” |

## 典礼资讯

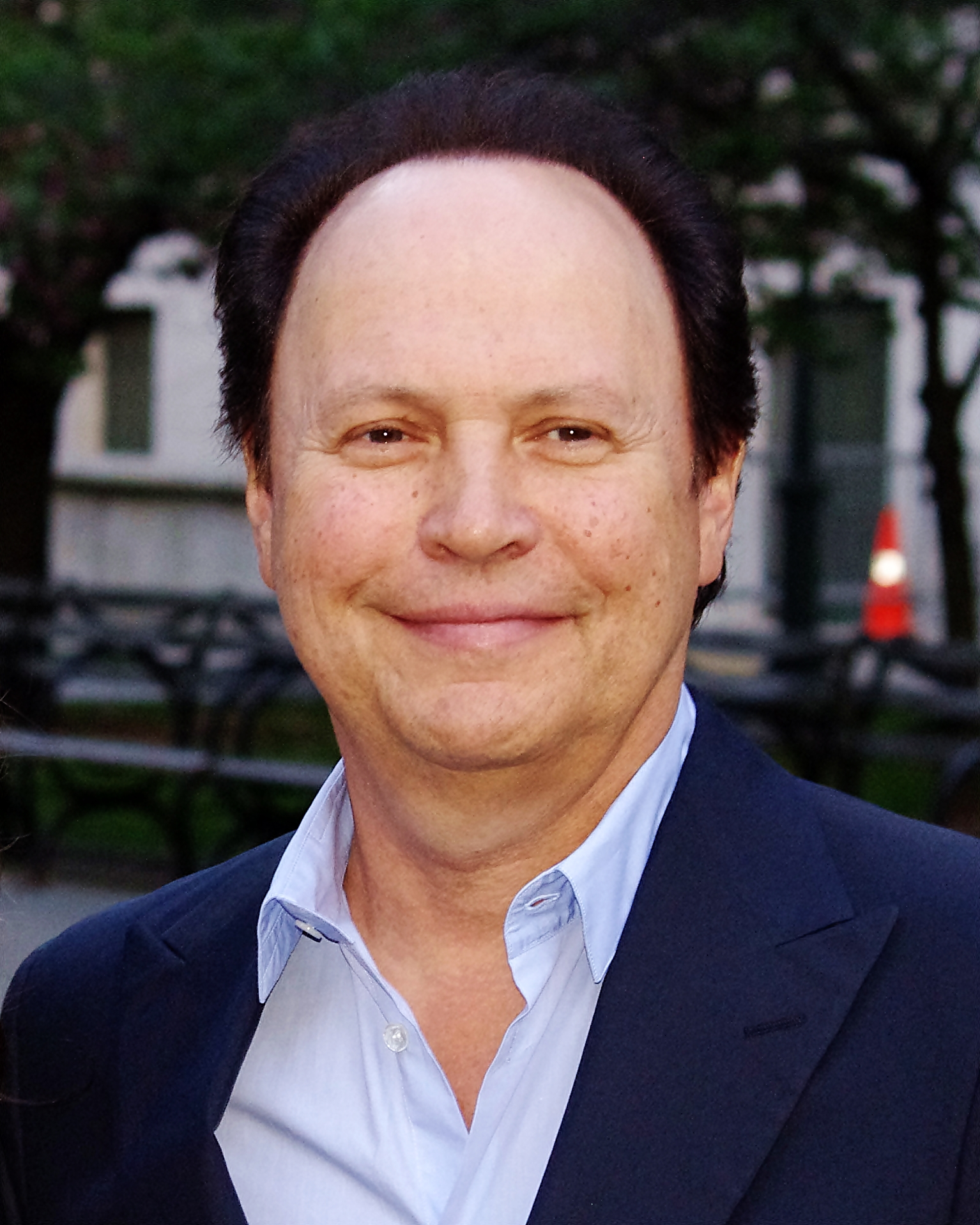
比利·克里斯托担任第84届奥斯卡颁奖典礼的主持人

由于近年来奥斯卡颁奖典礼的观众人数逐年下降，美国电影艺术与科学学会试图对节目进行改革，提高观众对提名电影的兴趣。之前一年由詹姆斯·弗朗科和安妮·海瑟薇共同主持的颁奖典礼所获评价不佳，观众人数下降了9%，所以学会内提出了一些新的改革方案来提高颁奖典礼的吸引力。。经过两年最佳影片奖提名电影增至10部的试验，学会主席汤姆·谢拉克宣布最终获提名电影的数量将不再是一个固定数字，而是从5至10部不等。提名投票程序仍然采用优先抽签制，但一部电影必须要得到总票数最高电影5%的选票才有资格获得最佳影片奖提名。学会当时的执行董事布鲁斯·戴维斯（Bruce Davis）表示：“最佳影片奖提名应该代表对其非凡成就的肯定。如果一年里只有8部电影真正值得获得这样的荣誉，我们也不应该感觉有什么义务要让提名影片数量超过这个数字。”由于每年上映的动画长片数量不断增加，学会还宣布对最佳动画长片奖的提名规则进行调整，如果一年中上映的动画长片数量超过16部，则提名数量将增至5部，如果上映动画长片数量为13至15部，则提名作品数量将为4部。
学会原本于2011年8月选择导演布莱特·拉特纳和唐·米切尔一起担任颁奖典礼的制作人，拉特纳则请来喜剧演员艾迪·墨菲担任主持人。但拉特纳之后为自己执导的《劏樓大盜》作宣传而接受电台节目主持人霍华德·斯特恩采访时，说出了如“只有同性恋才需要排练”以及抵毁女演员奥利维亚·穆恩的不当言辞，他因此于11月8日辞去了制作人一职。墨菲也于次日辞去了主持人一职。学会于是选择了电影制片人白賴仁·基沙取代拉特纳的位置。基沙随后请来男演员兼奥斯卡老牌主持人比利·克里斯托担任主持人。
另外还有多人参与了颁奖典礼的制作。音乐家漢斯·季默和法瑞尔·威廉姆斯专门为颁奖典礼谱写了新的音乐，这些音乐之后通过iTunes Store发行了一张专缉。曾获奥斯卡奖的艺术指导设计师约翰·迈尔为晚会设计了新的舞台。导演贝尼特·米勒拍摄了多个演员对电影的回忆和电影行业进行讨论的片断。在同一时间为其节目“Iris”租用好莱坞和高地中心的太陽劇團为晚会表演了根据该节目启发而设计的舞蹈曲目。不过与以往的绝大多数奥斯卡颁奖典礼不同的是，基沙和米切尔都宣布获原创歌曲奖提名的两首歌曲都不会在现场进行表演。

### 提名电影票房表现
本届奥斯卡金像奖角逐中10部获最佳影片奖提名的作品只有一部在提名公布前的票房就已经超过1亿美元，上一次出现这样的情况是在2008年，而之前一年则有3部电影达到这一成绩。提名名单公布时，九部获最佳影片奖提名的电影总票房为5.18亿美元，平均每部5762万美元。
提名公布时，九部最佳影片提名电影中没有任何一部位于正在上映票房排行榜的前十位。2012年1月24日提名公布时，《帮助》以1亿6959万9907美元成为最佳影片提名电影中的美国国内票房冠军。剩下的8部作品中《点球成金》以7553万2877美元名列第一，其后分别是7256万6513美元的《战马》，5644万8281美元的《午夜巴黎》，5596万5953美元的《雨果》，5145万3007美元的《繼承大丈夫》，1330万3319美元的《生命之树》，1236万5758美元的《艺术家》，最后是1143万1452美元的《心靈鑰匙》。
在这年票房最高的50部电影中，有15部共计获得了36项提名。只有《帮助》（第13位）、《伴娘我最大》（第14位）、《功夫熊猫2》（第15位），《穿靴子的猫》（第16位），《飆風雷哥》（第22位），《龙纹身的女孩》（第28位），《点球成金》（第43位）和《战马》（第46位》）获得了最佳影片、动画长片、导演或任何一项演员、编剧类奖项的提名。其它票房最高50部电影中获得提名的电影按收入从高到低分别是《哈利·波特与死亡圣器（下）》（第1位）、《变形金刚3》（第2位）、《猿人爭霸戰：猩凶革命》（第11位）、《里約大冒險》（第18位）、《慈善星輝布公仔》（第34位）、《铁甲钢拳》（第35位）和《丁丁历险记》（第47位）。

### 专业评价
本届颁奖典礼在媒体出版物上获得的评价褒贬不一，一些媒体对节目提出了批评。《芝加哥太陽報》电视评论员洛瑞·拉克尔（Lori Rackl）批评了主持人克里斯托的表现，称他把自己最好的表现留在了家里。“克里斯托平庸的独角戏与好莱坞头号大奖第84次盛会的平庸表现相符。”。《荷里活報道》专栏作家蒂姆·古德曼（Tim Goodman）调侃道：“谁也没想到，詹姆斯·弗朗科正在什么地方请大家喝酒呢。”他接着表示，之前一年恶评连连的节目在克里斯托沉闷的滑稽动作面前黯然失色，而这场节目本身“步调比记忆中近来的任何节目都要差”。《纽约时报》的亚历山德拉·斯坦利（Alessandra Stanley）感叹：“整个夜晚看上去就像是场美国退休者协会的动员大会。”她还指出这次的节目没有达到好莱坞的应有水准。
其他媒体对晚会的评价更为正面。《娱乐周刊》的肯·塔克评论道，虽然颁奖典礼时长超过三个小时，并且表彰的电影票房上表现都很一般，但还“是场痛快的好戏”，他还称赞了节目上出现的部分素描和段落。电影评论家罗杰·埃伯特称赞了克里斯托的表现，称“作为或者是最受欢迎的奥斯卡主持人，他通过超越自我给观众带来惊喜”。且对节目本身，埃伯特称其与前一年的颁奖典礼相比有着“无保留的改善”。美联社评论员弗雷泽·摩尔（Frazier Moore）指出，克里斯托的表演没有任何让人感到新颖和意外的地方，但仍称赞他是个“集时尚感和娱乐性于一身的奥斯卡主持人”。

### 收视率和奖项
美国广播公司负责了本届奥斯卡颁奖典礼在美国的电视转播，其播出时段平均吸引了3946万观众收看，与去年相比有4%的提升。如果把所有观看了部分时段节目的观众全部计入则为约7656万人。根据尼尔森收视率调查的数据，颁奖典礼吸引了37.64%的家庭收看，与去年相比提高了23.91%。不过在18-49岁人群中获得的收视率则比去年较低，为11.67 / 32.68，这意味着全美所有该年龄段人群总数的11.67和当时有看电视的这一年龄段观众群人数的32.68%，与去年的数字基本持平。一些媒体指出，两星期前举办的第54屆葛莱美奖颁奖典礼吸引的观众数达到了3992万人。
2012年7月，本届奥斯卡颁奖典礼获得了第64屆黃金時段艾美獎的八项提名，并于两个月后成功赢得了一项综艺或特别节目类杰出音效奖。

## 纪念
奥斯卡颁奖典礼上一年一度的“纪念”致敬环节旨在纪念过去一年中逝世的业内人士，本场晚会上的这一环节由主持人比利·克里斯托引出，歌手埃斯佩兰萨·斯伯丁与南加利福尼亚州儿童合唱团期间一起演唱的歌曲。纪念的人物名单如下：
| - 珍·羅素 - 安妮·姬拉鐸 - 约翰·凯利 - 波利·普拉特 - 肯·羅素 - 唐纳德·彼得曼 - 花利·格蘭加 - 惠特妮·休斯顿 - 宾汉姆·雷 - 宫城岛卓夫（Takuo Miyagishima） - 伯特·施奈德 - 迈克尔·卡柯扬尼斯 - 大卫·Z·古德曼 - 詹姆斯·罗纳斯基 - 彼得·E·贝格尔 - 杰克·海斯 - 彼得·福克 - 克里夫·羅勃遜 - 劳拉·泽斯金 - 薛尼·盧梅 | - 苏·门格斯 - 史蒂夫·乔布斯 - 乔治·库查尔 - 哈尔·坎特 - 笛多拉·范·朗克尔 - 蒂姆·赫瑟林顿 - 吉恩·坎塔梅萨 - 盖瑞·温尼克 - 比尔·瓦尼 - 杰基·库珀 - 吉尔伯特·凯茨 - 理查德·利科克 - 詹姆斯·M·罗伯茨（James M. Roberts） - 马里昂·多尔蒂 - 诺曼·科温 - 保罗·约翰·哈加尔（Paul John Haggar） - 约瑟夫·法瑞尔（Joseph Farell） - 本·戈扎那 - 伊丽莎白·泰勒 |